# Tienda de campaña

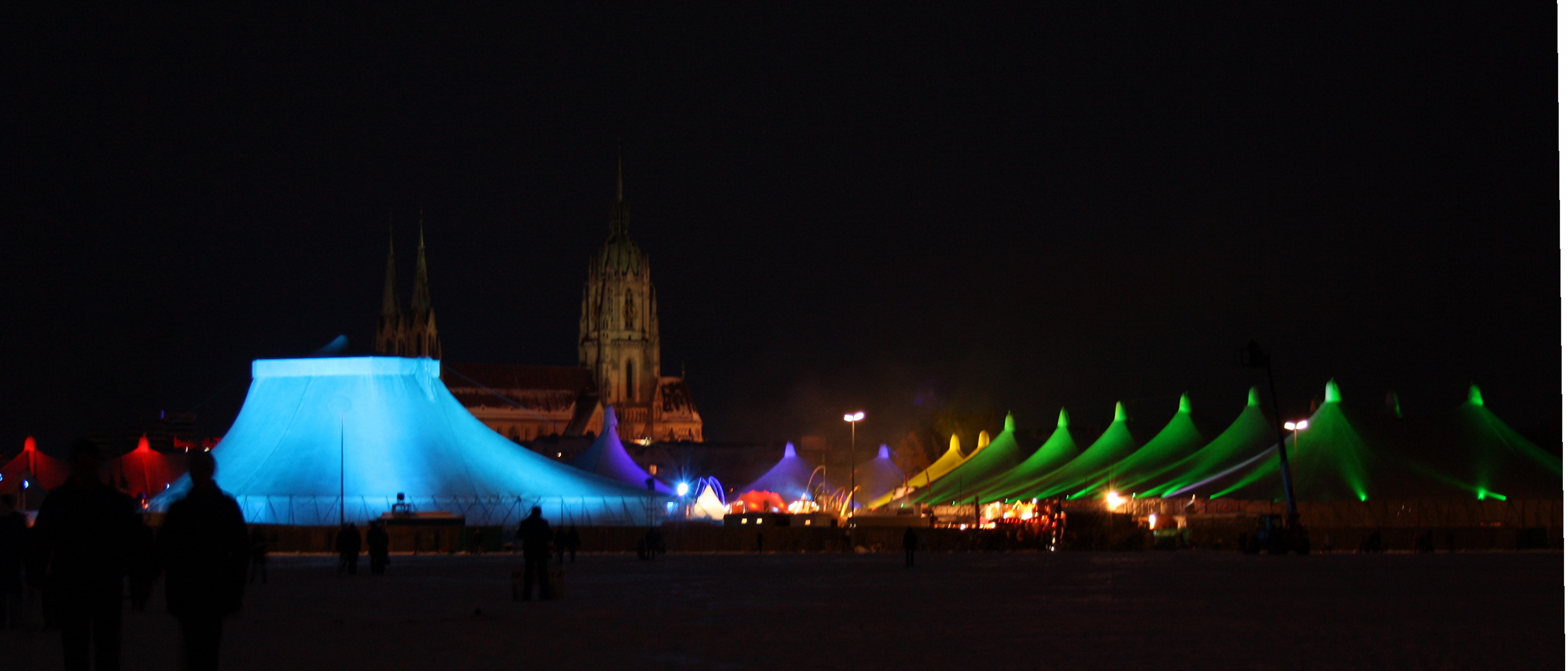
Tiendas de campaña en un mercado de Navidad en Múnich por la noche.

Una tienda de campaña en España, caseta en Canarias y carpa en Hispanoamérica (del quechua karpa) es una pequeña casa portátil destinada a ser colocada en el campo para albergar una o más personas.
La carpa ya era utilizada por las tribus nativas americanas, sobre todo en Canadá y las llanuras estadounidenses, en donde también se denominaban tipi o tipi y conocida por su forma cónica y su agujero de humo máximo. Se calcula que los nativos ya la utilizaban desde tiempos antiguos, aproximadamente desde el año 10 000 a. C. al 4000.
En los países de Hispanoamérica se utiliza el apelativo «carpa». En otros países, el término «carpa» se refiere solo a las de gran tamaño, como la carpa de circo. En España se usa «tienda de campaña». 
El nombre deriva de «campiña», que se refiere a las extensiones de tierra para labrantía. Por extensión se emplean en diversos medios naturales no acuáticos, incluso grandes paredes rocosas. A principios del siglo XX ya se hallaban ampliamente diseminadas en el excursionismo.

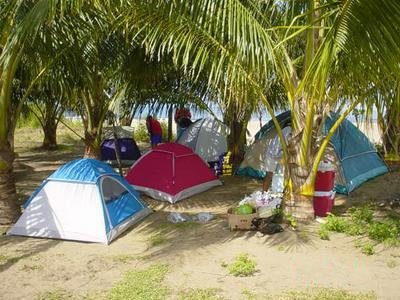
Tiendas de campaña cerca de una playa.

Las tiendas de campaña se utilizan también como albergues provisionales para los ejércitos en sus incursiones militares, mucho más comunes en la antigüedad.
Al acto de montar una tienda de campaña, con el fin de quedarse en ella un tiempo, se llama «acampar». Generalmente se acampa con uno o varios fines: pasar la noche, descansar, alimentarse, refugiarse de las inclemencias de la naturaleza, como punto de reunión, entre otros menos comunes.
Un campamento es el lugar donde se instalan varias tiendas de campaña, además de otras posibles instalaciones, que permitan albergar personas.
A la afición por acampar se le llama acampada, campismo, o camping.
Las tiendas varían en tamaño, desde las estructuras de refugios vivac, lo suficientemente grandes para que duerma una persona, hasta las enormes carpas de circo, con capacidad para miles de personas. 
Las tiendas de acampada se dividen en dos categorías. Las más pequeñas y ligeras son las destinadas a ser transportadas por mochileros. Las tiendas pequeñas pueden ser lo suficientemente ligeras como para transportarlas largas distancias en una  bicicleta de paseo, una embarcación, o cuando se practica el mochilismo.
El segundo tipo son tiendas más grandes y pesadas que suelen transportarse en un coche u otro vehículo. Dependiendo del tamaño de la tienda y de la experiencia de la persona o personas implicadas, estas tiendas suelen montarse (armar) en un tiempo de entre 5 y 25 minutos; desmontarlas (desarmarlas) lleva un tiempo similar. Algunas tiendas muy especializadas tienen postes con resorte y pueden montarse en segundos, pero se tarda algo más en desmontarlas.
En la última década, las tiendas de campaña se han relacionado cada vez más con las crisis de personas sin hogar en Estados Unidos y Canadá y otras regiones. A menudo se denomina «ciudades de tiendas de campaña» a los lugares en los que viven varias personas sin hogar en tiendas de campaña muy cerca unas de otras.

## Historia

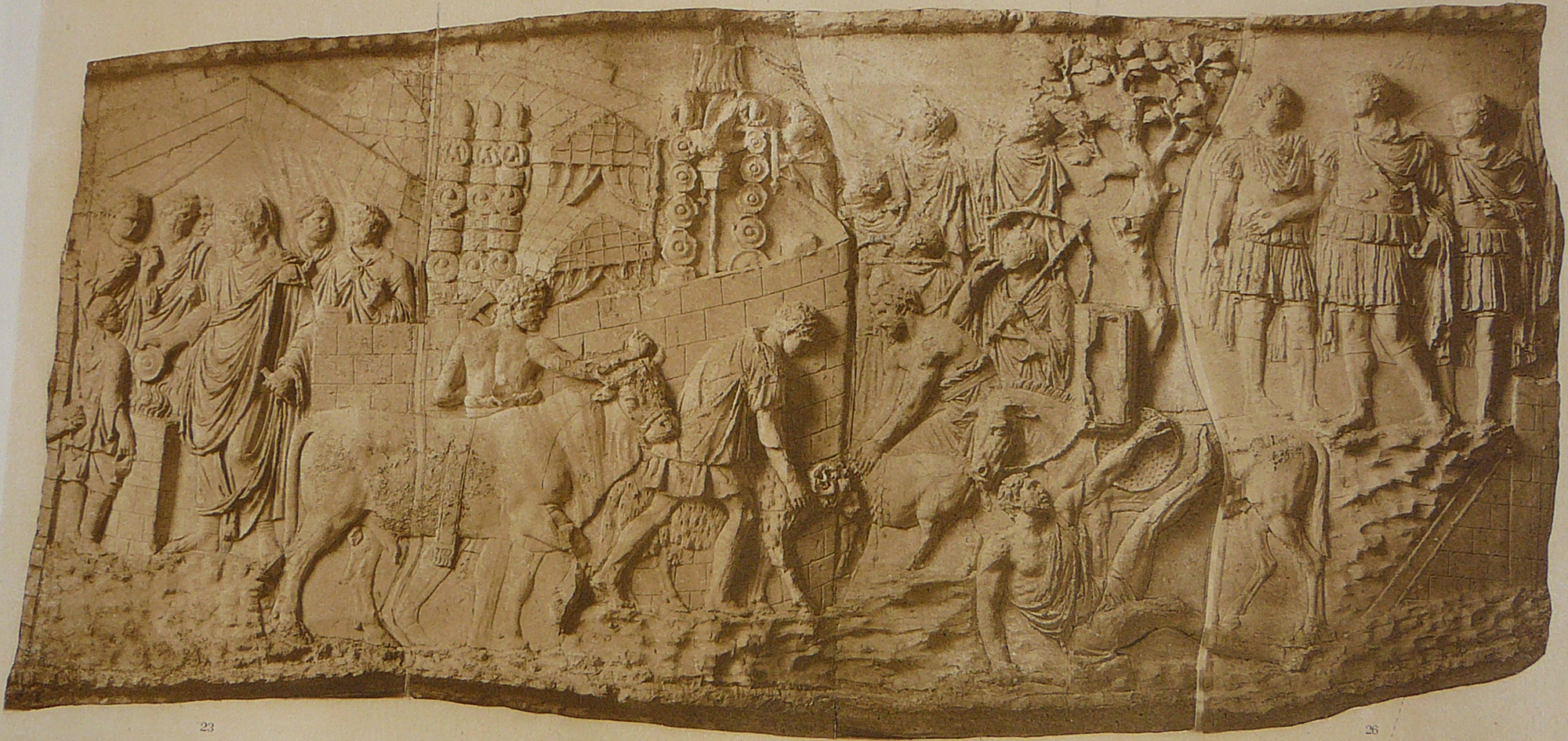
Carpas de cuero del ejército romano, representadas en la columna de Trajano.

Una forma de tienda de campaña llamada tipi, que destaca por su forma cónica y su agujero para el humo, también era utilizada por las tribus de nativos americanos en Estados Unidos y pueblos indígenas en Canadá de los indios de las llanuras desde tiempos antiguos, estimados entre 10 000 y 4000 años antes de Cristo.
Los griegos parece que no hacían uso de esta especie de abrigos. Diferentes paisajes de Homero prueban que estos héroes no vivían bajo tiendas. Sus abrigos eran unas chozas o cabañas hechas de tierra y de madera cubiertas de cañas y de esta manera es como nos representa Homero la vivienda de Aquiles. Las tiendas se usaron por los ejércitos romanos, y se ven algunas en los bajorrelieves en la columna Antonina. 
El uso de las tiendas es muy común entre los árabes, los cuales tienen necesidad de ellas en un clima tan caluroso como el suyo. Parece que el empleo de las tiendas entre los orientales se originó en la costumbre de los pabellones, doseles, palios, sombrillas, etc., que desde muy antiguo se han usado para manifestar respeto o veneración a personas de alta jerarquía representándolas o llevándolas en ellos. En los ejércitos europeos no parece ser muy antiguo el uso de las tiendas, pues antes de la reforma militar introducida por Federico II de Prusia y Luis XIV de Francia solo se albergaban bajo las tiendas los oficiales superiores, mientras que los soldados se guarecían bajo chozas o barracas construidas al efecto.

## Usos
Las tiendas son utilizadas como vivienda por nómadas, campistas recreativos, soldados y víctimas de catástrofes. Las tiendas también se suelen utilizar como refugio para festivales, bodas, fiestas en el patio trasero, grandes eventos corporativos, cubiertas para excavaciones (construcción) y refugios industriales.

### Tradicional

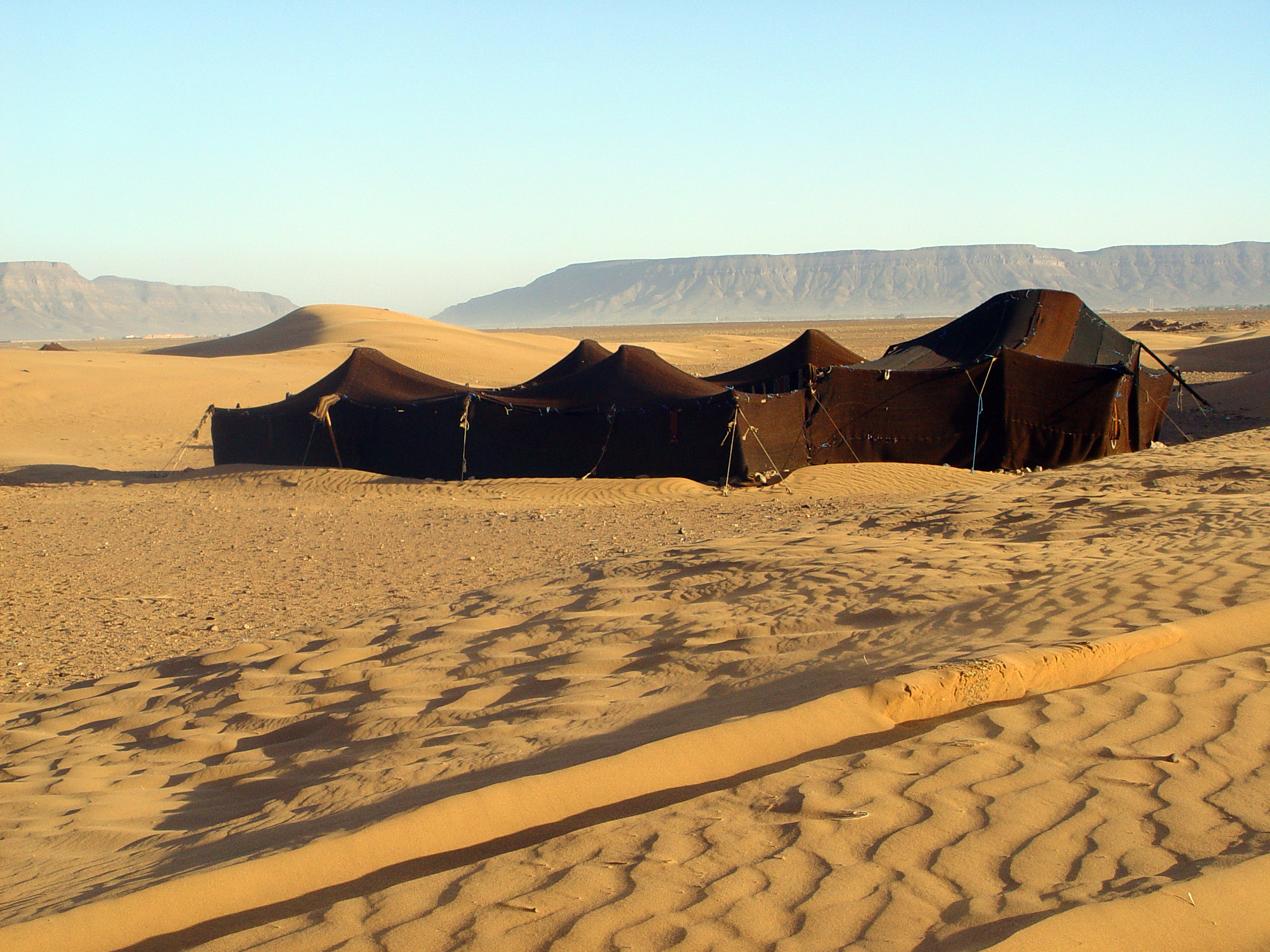
Una tienda berber cerca de Zagora (Marruecos)

Las tiendas han sido utilizadas tradicionalmente por los pueblos nómadas de todo el mundo, como los norteamericanos, los nómadas mongoles, túrquicos y tibetanos, y los beduinos.

### Tienda militar

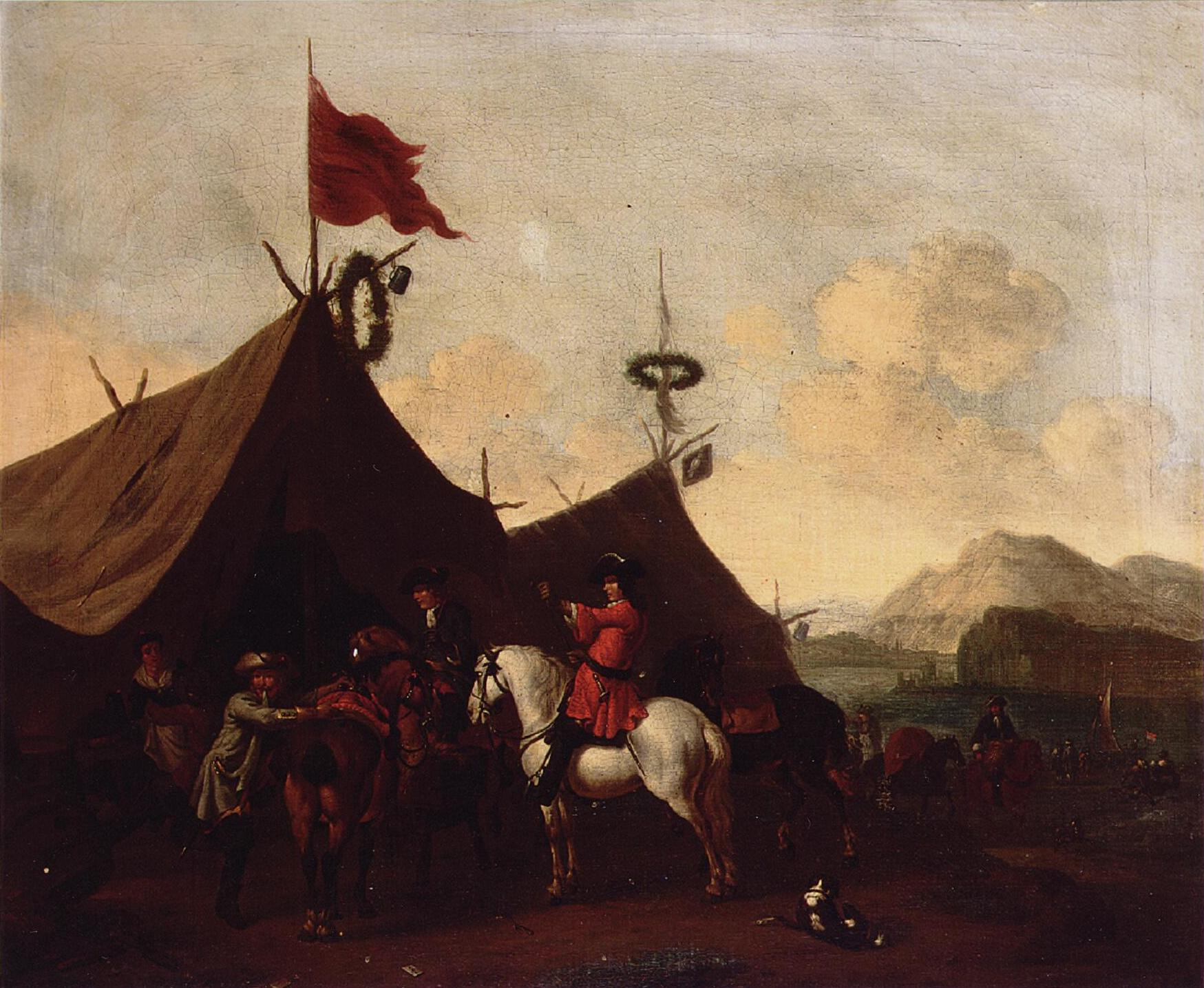
Tiendas en el.

Los hebreos vivieron bajo tiendas en el desierto por espacio de 40 años.[cita requerida] Los árabes tomaron de ellos esta costumbre. Luego la adoptaron los griegos en sus campañas, imitándoles los romanos. 
Las de estos eran cuadradas y admitían ocho soldados cada una: las posteriores han variado en la forma y en las medidas. Desde la Edad Media, se conjetura, por el dicho de escritores respetables, que hasta el siglo XVII solo había tiendas para los reyes, generales y oficiales superiores y que los demás individuos se guarecían bajo chozas o barracas. Después de las reformas de Luis XIV y Federico II, las tiendas de lona o lienzo se hicieron extensivas a todas las clases. Napoleón I volvió a establecer los vivacs y desde entonces se conservan solo para los generales, jefes y oficiales y su forma varía, pues unas veces son cuadradas, otras octogonales y cónicas la mayoría, ya que su declive las expone menos durante las lluvias a inundar de agua el interior.

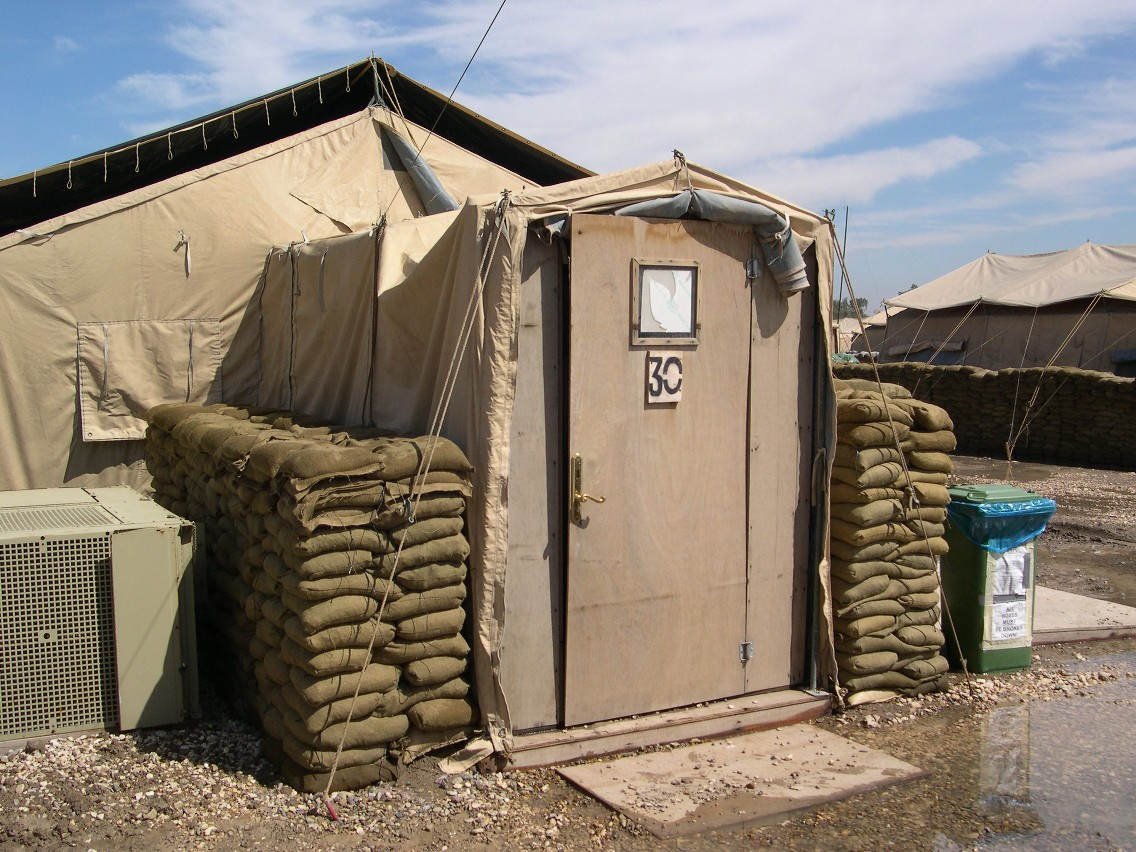
Tienda del ejército estadounidense con entrada construida de madera, aire acondicionado y sacos de arena como protección. Base Victory, Bagdad, Irak (abril de 2004).

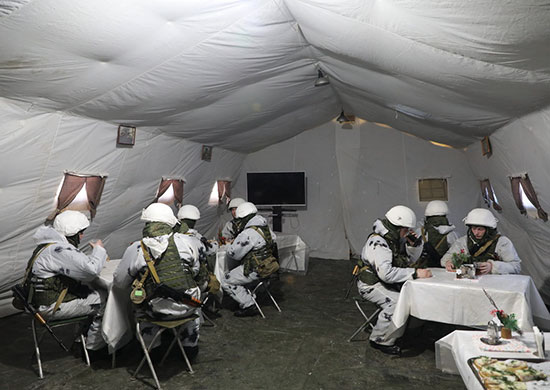
Tienda aislante para calentar al personal. Distrito militar central. Siberia

Los ejércitos de todo el mundo llevan mucho tiempo utilizando tiendas de campaña como parte de su vida laboral. Los militares prefieren las tiendas porque se montan y desmontan con relativa rapidez, en comparación con otros refugios más tradicionales. Uno de los mayores usuarios de tiendas de campaña del mundo es el Departamento de Defensa de los Estados Unidos. El Departamento de Defensa de EE. UU. tiene normas estrictas sobre la calidad y las especificaciones de las tiendas. Los usos más comunes de las tiendas para el ejército son barracones temporales (dormitorios), edificios DFAC (comedores), cuarteles generales, instalaciones de moral, bienestar y ocio (MWR) y puestos de control de seguridad. Uno de los diseños militares más populares utilizados actualmente por el Departamento de Defensa de Estados Unidos es la tienda TEMPER. TEMPER es el acrónimo de Tent Expandable Modular PERsonnel. Los militares estadounidenses están empezando a utilizar una tienda más moderna llamada refugio de montaje rápido desplegable o DRASH. Se trata de una tienda plegable con aire acondicionado y calefacción.

### Recreativo
Acampar es una forma popular de ocio que a menudo implica el uso de tiendas de campaña. Una tienda de campaña es económica y práctica por su portabilidad y su bajo impacto ambiental. Estas cualidades son necesarias cuando se utiliza en la naturaleza.

### Emergencia
Las tiendas de campaña se utilizan a menudo en emergencias humanitarias, como guerras, terremotos e incendios. La principal elección de tiendas de campaña en emergencias humanitarias son las tiendas de lona, porque una tienda de lona de algodón permite una transpirabilidad funcional a la vez que sirve al propósito de refugio temporal. Las tiendas distribuidas por organizaciones como ACNUR son fabricadas por diversos fabricantes, dependiendo de la región en la que se desplieguen, así como en función de su finalidad.
A veces, sin embargo, estos refugios temporales se convierten en un hogar permanente o semipermanente, especialmente para  personas desplazadas que viven en campos de refugiados o  barrios de chabolas y que no pueden regresar a su antiguo hogar y para las que no hay viviendas de sustitución disponibles.

## Consideraciones generales
Por lo general, el interior de una tienda de campaña cerrada es unos 10 grados Fahrenheit más cálido que el ambiente exterior (sin tener en cuenta la sensación térmica), debido a la retención del calor corporal y (en menor medida) a la radiación.
El tejido de las tiendas de campaña puede estar hecho de muchos materiales, como algodón (lona), nailon, fieltro y poliéster. El algodón absorbe agua, por lo que puede llegar a ser muy pesado cuando está mojado, pero la hinchazón asociada tiende a bloquear cualquier agujero diminuto, de modo que el algodón mojado es más impermeable que el algodón seco. Las tiendas de algodón solían tratarse con parafina para aumentar su resistencia al agua. El nailon y el poliéster son mucho más ligeros que el algodón y no absorben mucha agua; con recubrimientos adecuados pueden ser muy impermeables, pero tienden a deteriorarse con el tiempo debido a una lenta descomposición química causada por la luz ultravioleta. Los tratamientos más comunes para impermeabilizar tejidos son la impregnación de silicona o el revestimiento de poliuretano. Dado que las costuras hacen pequeños agujeros en un tejido, a menudo se sellan o encintan para bloquear estos agujeros y mantener la impermeabilidad, aunque en la práctica una costura cuidadosamente cosida puede ser impermeable.
La resistencia a la lluvia se mide y expresa como cabeza hidrostática en milímetros (mm). Esto indica la presión de agua necesaria para penetrar en un tejido. La lluvia fuerte o impulsada por el viento tiene una presión mayor que la lluvia ligera. Estar de pie sobre una lona de suelo aumenta la presión sobre el agua que pueda haber debajo. Los tejidos con una carga hidrostática de 1000 mm o menos se consideran resistentes a la lluvia, y los de 1500 mm suelen ser adecuados para acampar en verano. Las tiendas para uso durante todo el año suelen tener al menos 2000 mm; las tiendas de expedición para condiciones extremas suelen tener 3000 mm. En algunos casos, los suelos pueden tener una capacidad de 5000 mm o más.
Muchos fabricantes de tiendas indican su capacidad con frases como "3 literas" o "2 personas". Estas cifras indican el número de personas que el fabricante considera que pueden utilizar la tienda, aunque no siempre tienen en cuenta los efectos personales, como equipaje, colchones hinchables, camas de campaña, catres, etc., ni a las personas de estatura superior a la media. Comprobando los tamaños citados de las zonas para dormir se observa que varios fabricantes consideran que una anchura de 150 cm (4,9 pies) es suficiente para tres personas; ajustado es la palabra clave. La experiencia indica que acampar puede ser más cómodo si el número real de ocupantes es uno o incluso dos menos que la sugerencia del fabricante, aunque los diferentes fabricantes tienen diferentes normas para el requisito de espacio y no hay una norma aceptada.
Las tiendas utilizadas en zonas con insectos que pican suelen tener las aberturas de ventilación y las puertas cubiertas con redes de malla fina.
Las tiendas pueden improvisarse con tela impermeable, cuerdas y palos.

## Estructura
Existen muchos tipos de tiendas de campaña, pero las más comunes son:
- De dos aguas o canadiense: es  la más sencilla, tienen dos paredes (una frontal y otra trasera), que vistas de frente, forman un triángulo isósceles junto con el piso. Son conocidas como canadienses, ya que fueron popularizadas por el ejército de Canadá.[11]
- Hexagonales o de iglú: se asemejan a esta última geometría o a una semiesfera, son muy comunes.
- Rectangulares: generalmente son grandes y tienen un pequeño techo de dos aguas para evitar la acumulación de lluvia.

### Componentes
Por lo general, todas las tiendas de campaña cuentan con las siguientes partes individuales:
- Estructura, que le da soporte, principalmente varillas metálicas (de aluminio por su ligereza).
- Tienda, la parte fundamental, incluye paredes, techo y piso.
- Paredes, generalmente incluyen el techo, cuentan con la entrada (puerta), respiraderos y en varios casos con ventanas.
- Piso, este es de lona o algún material más resistente que el resto de la tienda.
- Sobretecho, es un techo adicional para proteger de los elementos (especialmente de las lluvias y del calor solar).
- Material de empaque, por su naturaleza portátil es continuamente utilizado.
- Estacas, para tensar los vientos de la carpa en las esquinas y la zona media.

### Materiales
Las carpas pueden ser de tela o de algún material sintético. Actualmente se utilizan estos últimos debido a su mayor ligereza, durabilidad y resistencia a los elementos (agua, sol, lluvia, etc.).

## Marquesinas y carpas más grandes

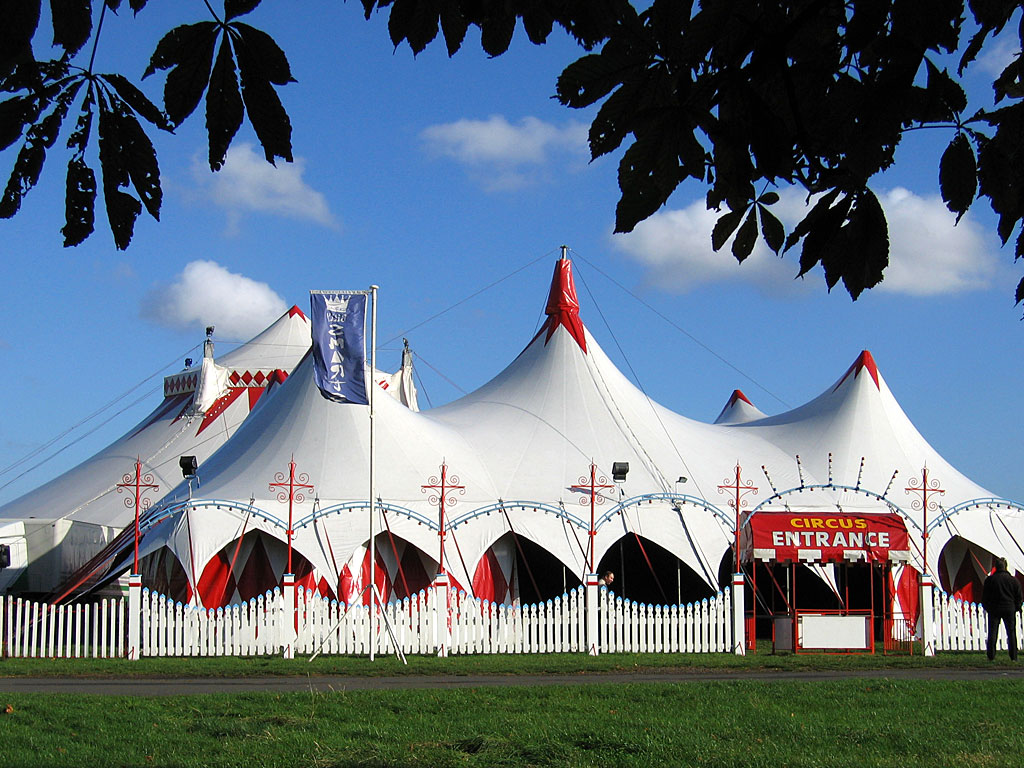
La carpa del circo de Billy Smart Cambridge 2004

WOMEX 15 carpa - Budapest

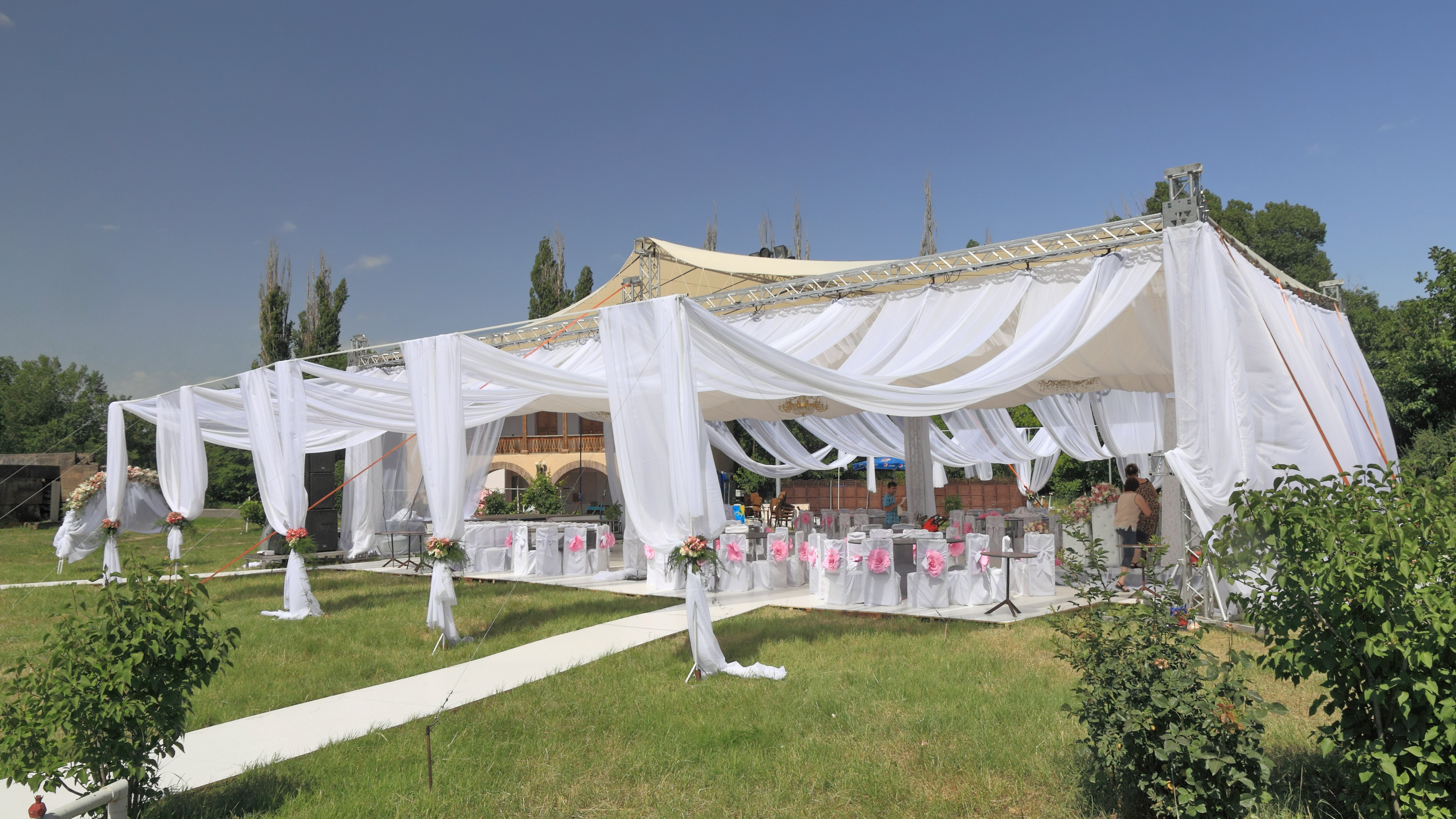
Carpa de boda en Armenia

Estas carpas más grandes rara vez se utilizan para dormir.
- Una carpa es una gran tienda utilizada como edificio temporal. Se han utilizado durante mucho tiempo para espectáculos de circo o de otro tipo, ferias, banquetes, bodas multitudinarias, renacimiento de carpas religiosas o, más recientemente, entretenimiento corporativo. Tradicionalmente, las carpas para fiestas eran de lona, pero las modernas suelen ser de PE (polietileno) o, si son de mayor calidad, de PVC.  Hay carpas "hágalo usted mismo" de hasta 20 pies (6,1 m) de ancho. Los anchos de 30 a 150 pies (9,1 a 45,7 m) son muy caros y requieren equipo especializado y habilidad para montarlos, por lo que normalmente hay que alquilarlos. Muchas empresas poseen carpas grandes (de 9 m a 45 m de ancho), pero las instalan y mantienen profesionales cualificados. Las carpas para fiestas se sujetan con trinquetes tensados y/o estacas. Los tamaños oscilan entre 40 a 100 pies (12,2 a 30,5 m).
- Una carpa de postes está formada por lona y, más recientemente, PVC, tensada mediante postes centrales, postes laterales y cuerdas de sujeción que se sujetan a estacas clavadas en superficies blandas, como el césped o el campo. Fabricadas a mano con lona de algodón blanco, las carpas tradicionales son más atractivas, pero mucho menos prácticas y versátiles que las carpas con estructura de aluminio. Las modernas carpas de mástil tradicional de PVC se introdujeron debido a que el material era más fácil de limpiar que la lona tejida y les proporcionaba una mayor distancia de alquiler.
- Una carpa tensada es una variación más reciente de la carpa de mástil. El diseño general es similar al de la carpa de mástiles. Sin embargo, suele tener menos postes y la integridad de la estructura se mantiene gracias a la tensión de la tela. También es muy similar a una estructura tensada. Se suele utilizar para bodas al aire libre, fiestas y otros eventos. Se ha adaptado y actualizado en otros tipos de carpas, como la carpa High Peak Frame y los estilos Freeform / Stretch / Flex Tent desarrollados en Sudáfrica.
- Las carpas Freeform / Stretch / Flex se han desarrollado desde el año 2000 impulsadas principalmente por empresas de Sudáfrica y Australia.[cita requerida] La composición del tejido difiere ligeramente entre las de Sudáfrica y las de Australia. Los Stretch Tent Fabrics se han producido utilizando Nylon y Poliéster. Desde 2007 Stretch Tents han sido introducidas en Europa por algunas de las empresas sudafricanas como Intent. Las Stretch Tents utilizan postes de aluminio, madera y bambú coronados por cúpulas moldeadas de polipropileno o caucho que empujan a través de la tela estirada, creando tensión entre el suelo y la tela. La tela se puede esculpir en diversas formas orgánicas y curvilíneas para proporcionar sombra y protección contra la lluvia para eventos. La tela tensada debe hacerse rígida y la forma de la carpa debe permitir el escurrimiento del agua y la resistencia a la carga de viento antes de completar el montaje.
- Carpas con estructura de aluminio - Las carpas con estructura de aluminio no tienen postes centrales ni vientos. Este tipo de carpa puede montarse en casi cualquier superficie y junto a edificios o carpas anexas. La carpa con estructura de aluminio es mucho más estable y puede abarcar una distancia mucho mayor sobre estanques, parterres o árboles. En el Reino Unido, este diseño es el estilo más utilizado para la mayoría de los alquileres de tiendas[cita requerida] y se pueden encontrar siendo utilizadas como estructuras temporales para almacenamiento en tiendas y aplicaciones militares.

.

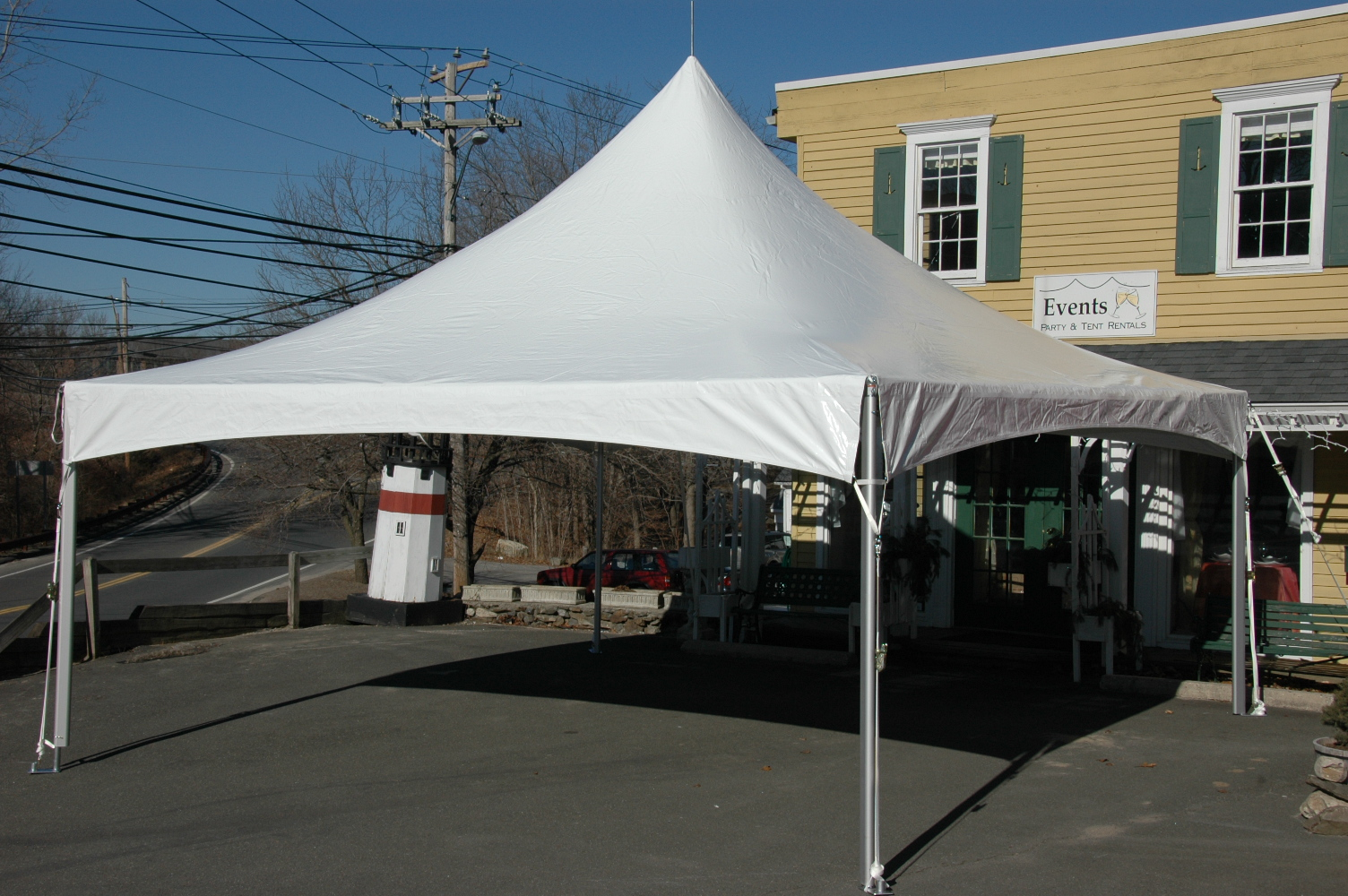
Una típica frame tent de 20'x20' de pico alto

- Una categoría más reciente de carpas de fiesta es la de las carpas de armazón de gran altura (conocidas por varias marcas, como "frame & cable", "vista", "pinnacle", "Century", etc.). Estas carpas tienen la ventaja de las carpas de mástil con la parte superior alta, facilidad de instalación, aspecto más limpio y menos piezas. También tienen la ventaja de no tener postes de soporte en el interior de la tienda que toquen el suelo. El aspecto de carpa alta se consigue utilizando un "mástil flotante", que es un mástil que se asienta sobre cables que atraviesan el interior de la carpa desde la parte superior de los laterales. En la actualidad, la mayoría de los fabricantes de carpas fabrican este tipo de carpas, que se presentan en una gran variedad de tamaños y formas que pueden unirse para satisfacer las necesidades de espacio específicas.
- Las carpas Marquee suelen tener piezas intercambiables, lo que permite a una empresa de alquiler ampliarlas fácilmente a tamaños mayores. Las carpas pueden encargarse en varios colores. Sin embargo, el blanco es, con diferencia, el color más popular. También se pueden incorporar claraboyas en la tela, que permiten la entrada de una mayor cantidad de luz y resultan útiles si se utilizan paredes. También se pueden pedir paredes con ventanas de vinilo transparente.
- Shamiana es una popular carpa refugio étnica india, que se suele utilizar para fiestas al aire libre, bodas, restaurantes, etc. Sus paredes laterales son desmontables. La tela exterior puede ser multicolor o tener diseños exquisitos. La historia de Shamiana se remonta a la época mogol. Según las normas del impuesto sobre servicios del Gobierno de la India en virtud de la Ley de Finanzas de 1997, la definición de Shamiana se da en la cláusula (77A) de la sección 65, es decir: "pandal o shamiana significa un lugar especialmente preparado o dispuesto para organizar una función oficial, social o de negocios".
- Las "Bail Ring Tents" suelen ser carpas de 100 a 150 pies (30,5 a 45,7 m) de ancho y extensibles a cualquier longitud. Pueden estar hechas de vinilo o lona. El propósito del estilo de anilla de fianza es levantar una enorme cantidad de material "la tienda" del suelo sin utilizar maquinaria pesada. Inicialmente, los postes centrales se levantan y se sujetan a las estacas, después de lo cual la carpa se extiende y se conecta al anillo de fianza mediante grilletes. Una vez levantada la parte exterior de la tienda, un grupo de hombres puede pasar por debajo de ella y empezar a subir la anilla de seguridad por el poste central mediante un sistema de poleas. Este tipo de carpa ya no es tan popular como en el pasado, debido al avance de las carretillas elevadoras y las minicargadoras. Hubo un tiempo en que incluso las carpas más pequeñas 40 a 100 pies (12,2 a 30,5 m) se levantaban y montaban a menudo con una anilla.
- En los cuatro grandes torneos de golf se instalan carpas. Suelen ser 40 x 40 pies (12,2 x 12,2 m).
- Las carpas suelen alquilarse a empresas especializadas.
- Un "Rubb Hall" es una gran carpa utilizada principalmente como almacén de emergencia.
- Una carpa de circo suele tener una o varias pistas ovaladas o circulares rodeadas de gradas que pueden albergar a miles de personas. Hoy en día, estas grandes carpas están hechas de alguna fibra artificial (poliéster o vinilo) y a menudo se levantan con la ayuda de grúas. Antes, los elefantes del circo servían de fuerza para tirar de las cuerdas y colocar la lona en su sitio.
- Spiegeltent, carpa belga construida en madera y lona y decorada con espejos y vidrieras, destinada a espectáculos.

## Cómo son

### Por su tamaño
- Ratoneras: son muy pequeñas y ligeras, para una o dos personas como máximo.
- Convencionales: son para dos hasta cinco personas, tienen varias formas y varían más bien solo en las dimensiones de acuerdo con su capacidad. De las convencionales se distinguen dos tipos principales:
  - Canadiense: de planta rectangular (las más completas tienen su parte trasera redondeada en forma de ábside), están sostenidas por dos mástiles o parantes y poseen un sobretecho (fue el tipo de tienda de campaña más común hasta finales del siglo XX).
  - Iglú, esta tienda de campaña es la más usada desde el último cuarto del siglo XX y en la actualidad. Como su nombre indica, se basa en el diseño de un iglú esquimal o inuit al tener forma de domo y poseer los "parantes" portantes desde el mismo techo de la estructura, lo que le da la gran ventaja sobre la tienda o carpa canadiense de no tener obstáculos en su interior, ser más aerodinámica e hidrodinámica y no necesitar ser clavada al suelo. Por otra parte, las tiendas o carpas del tipo iglú suelen ser más fáciles y rápidas de armar.
- Grandes. Están destinadas a albergar a personas paradas, son amplias y grandes, se utilizan como habitación múltiple, cocina u otra función.

### Por clima

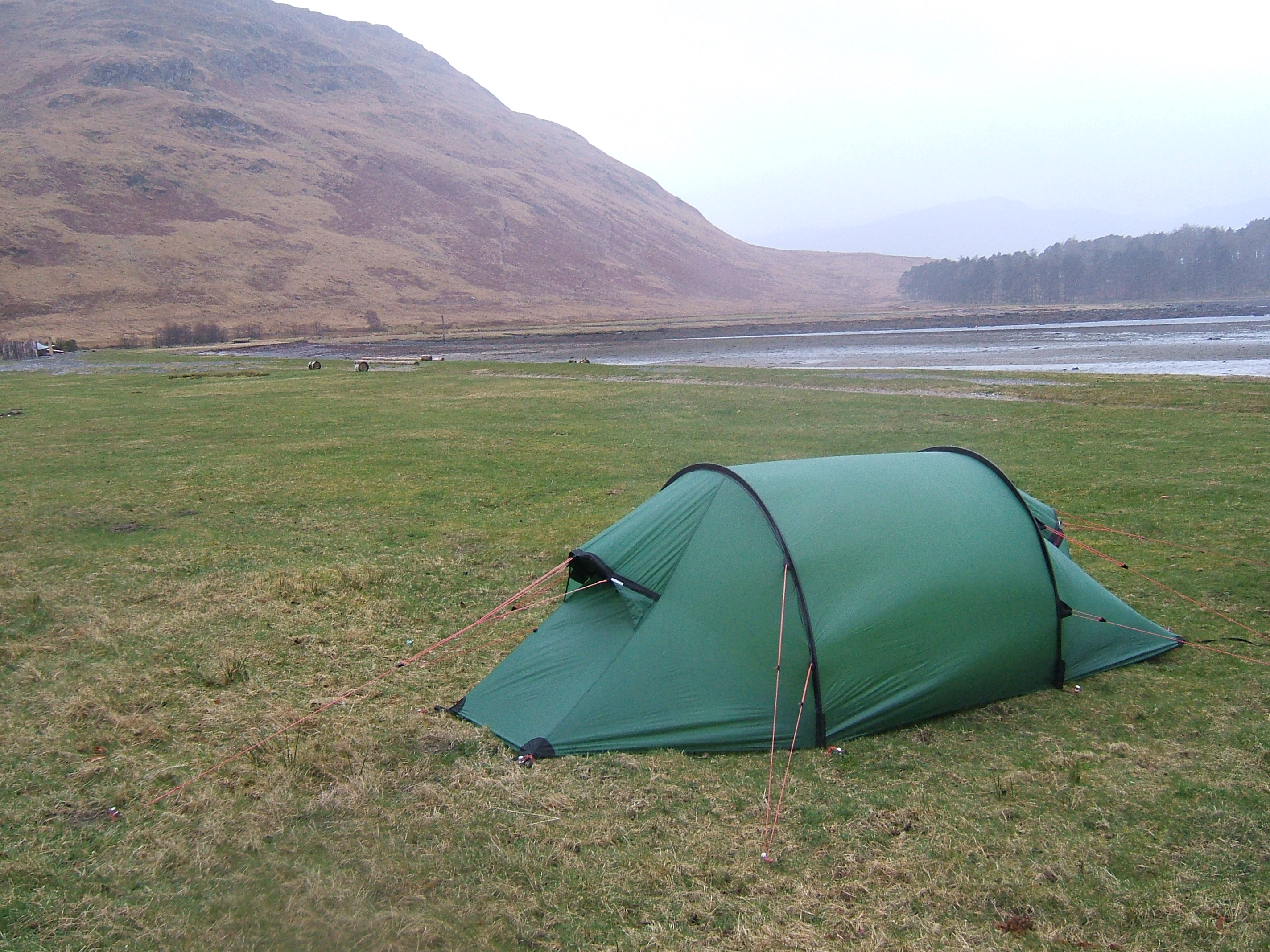
Carpa de cuatro estaciones.

De acuerdo con su capacidad para brindar comodidad y aislar su interior de los elementos naturales, las tiendas de campaña se caracterizan por estaciones, refiriéndose a las estaciones del año.[cita requerida]
- Primavera: capacidad para resistir la lluvia.
- Verano: capacidad para soportar el sol.
- Otoño: capacidad para resistir el viento.
- Invierno: capacidad para soportar el frío.

Así una tienda puede ser de una estación particular, de dos, de tres o de cuatro estaciones, de acuerdo con su diseño y materiales.